# Grube Consolidation Alfred
Die Grube Consolidation Alfred ist eine ehemalige Braunkohlegrube des Bensberger Erzreviers in Bergisch Gladbach. Das Gelände gehört zum Stadtteil Kippekausen.

## Geschichte
Die ehemaligen Braunkohlegrubenfelder Neufeld und Alfred legte man am 2. April 1912 als ein konsolidiertes Grubenfeld zusammen. 

### Das Grubenfeld Alfred
Das neue Grubenfeld Alfred wurde verliehen auf Braunkohle, Eisenstein und Schwefelkies. Die meisten Unterlagen über den früheren Bergbau sind verloren gegangen. Bei der Bezirksregierung Arnsberg, Abteilung Bergbau und Energie, in Dortmund sind Unterlagen über die Grube „Saalermühle“ in der Berechtsamsakte der Grube Heidkampsmaaßen enthalten. Daneben existiert ein Band 3 der Grube Alfred mit einem Konsolidationsriss der Braunkohlen-, Eisenstein- und Schwefelkiesfelder Neufeld und Alfred von Februar 1912 unter dem gemeinsamen Namen „Consolidation Alfred“. Die hieraus ersichtlichen Feldesgrenzen dürften in der Zeit davor aber mehrfach verschoben worden sein. So zeigt uns beispielsweise die Lagerstättenkarte von 1882 zwei Bodenfunde von Braunkohle unter dem Namen Alfred, die sich zuletzt im Grubenfeld Neufeld befunden haben. Der eine war in der Umgebung der Einmündung der Julius-Leber-Straße in die Geschwister-Scholl-Straße, der andere lag etwa 300 m weiter östlich im Wald. Wahrscheinlich handelte es sich dabei um Funde, die man mittels Bohrungen festgestellt, aber niemals ausgebeutet hat. Jedenfalls finden sich keine Spuren im Gelände, die auf eine entsprechende Bautätigkeit schließen lassen. Andere Lagerstätten unter dem Namen eines Grubenfeldes Alfred sind nicht bekannt.

### Das Grubenfeld Neufeld
Im Grubenfeld Neufeld geben uns andere Quellen ein ungefähres Bild von dem Braunkohletagebau in der Umgebung des Gutes Saal und der Saaler Mühle. Der früheste Hinweis findet sich in einem Testament des Kaspar von Zweiffel aus dem Jahr 1622. Erwähnt wird ein Kalkofen „zum Sahl“, der mit „Kollen“ (Kohlen) aus der Umgebung betrieben wurde. Aus einer Urkunde vom 29. April 1723 geht hervor, dass dem „ehemaligen Kloster Meer“ (ein Prämonstratenserinnenkloster aus Meer bei Büderich) die Erlaubnis erteilt wurde, Kalköfen im Frankenforst zu erbauen und zum Betrieb derselben nach Trass als Brandmaterial zu graben. Der Gutsbesitzer Otto Siegen zu Steinbreche erwarb laut Urkunde vom 30. April 1747 den Frankenforst. Dadurch gingen die Rechte auf den Betrieb der Kalköfen und den Trassabbau auf ihn über. Wahrscheinlich handelte es sich bei der Braunkohlegewinnung um eine Stelle an der äußersten nordwestlichen Ecke des heutigen Saaler Mühlenteiches.
Ein anderer Braunkohletagebau des 18. Jahrhunderts lag etwa 50 m nördlich von dem heutigen Zufluss des Milchbornbaches in den Saaler Mühlenteich, nachdem der Bach die Golfplatzstraße durch eine Rohrleitung unterquert hat. Das ergibt sich aus der Eintragung „Alte Traß Grube“ in einem Situationsplan über die Umgebung des Rittersitzes Saal vom 9. Oktober 1801 (siehe Titelbild).
Der Preußische Staat führte 1815 mit der Übernahme des Rheinlands seine Gesetze als Preußisches Landrecht ein. Dazu gehörte auch das Preußische Bergrecht. Dieses schrieb vor, dass nunmehr der Abbau von Braunkohle genehmigungspflichtig war. Mehrfach mahnte die Bergbehörde an, dass „für die Braunkohlegruben bei Bensberg“ Mutungsgesuche zu stellen seien. Die Erben Siegen legten daraufhin eine notariell beglaubigte Abschrift der Urkunde vom 29. April 1723 vor, die den Abbau von Brandmaterial erlaubt hatte. Das führte zu einem amtlichen Bescheid vom 22. Juli 1820, dass den Erben Siegen nach über hundertjährigem Besitz der Abbaurechte keine „Verleihungsmahnung“ zugemutet werden könne und der Braunkohletagebau somit legitimiert sei. Offensichtlich behielt man dabei die bis dahin volkstümliche Bezeichnung „Saalermühle“ als Name für die Grube bei, ohne dies in einer entsprechenden Verleihungsurkunde oder in einem sonstigen amtlichen Bescheid zu dokumentieren.

### Die Grubenfelder Bernard und Johann

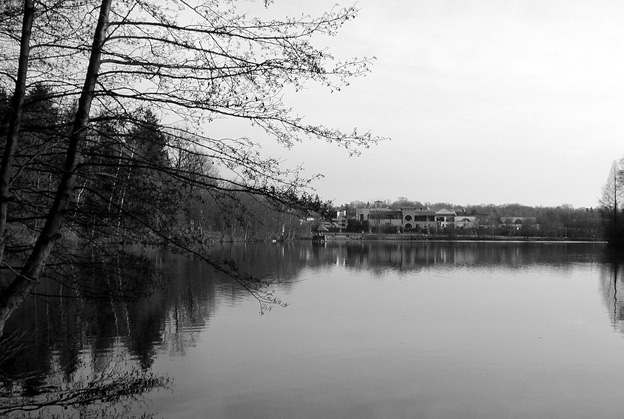
Der Bensberger See, genannt Saaler Mühlenteich, im Hintergrund das Mediterana

Der Gutsbesitzer und Erbe der Jungfern Siegen zu Steinbreche Bernard Eyberg erhielt Belehnungen der Braunkohlefelder Bernard am 29. November 1842 und Johann am 2. März 1845. Nach einer Situations-Charte von Oktober 1853 befanden sich diese beiden Grubenfelder exakt auf dem Gelände, wo sich heute der Saaler Mühlenteich erstreckt, den man dort Ende der 1960er Jahre neu anlegte. 
Heinrich Rolshoven war Nachfolger von Eyberg. Er wandte sich mit den vorerwähnten Urkunden am 25. Oktober 1848 an das Oberbergamt Bonn mit der Frage, ob das Recht auf Braunkohlegewinnung an der Saalermühle ohne weiteres auf ihn übergehe oder ob er ein erneutes Mutungsgesuch stellen müsse. Weil in den Urkunden keine Feldesgrößen angegeben waren, wurde ihm am 10. November 1848 geraten, zu seiner eigenen Sicherheit die gesamte Gegend im Umkreis der Grube zu untersuchen. Wenn er dabei fündig werden sollte, möge er ein Mutungsgesuch stellen. Dadurch könne er eine Fundgrube zu 1200 Maßen als Ganzes gewinnen. Diesen Rat befolgte Rolshoven und erhielt unter dem Namen Neufeld die Verleihung des gesamten Grubenfeldes mit Datum vom 3. Juni 1850. Die Bezeichnungen Grube Bernard und Grube Johann entfielen dadurch. Jetzt wurde allerdings klar, dass eine Grube Saalermühle offiziell niemals bestanden hatte. Dieser Name wurde daher mit Wirkung vom 21. Januar 1851 in allen amtlichen Unterlagen gestrichen.

## Betrieb und Anlagen
Zu allen Zeiten hatte man bis dahin die gesamte geförderte Braunkohle aus diesen Gruben zum Betrieb der Kalköfen im Frankenforst und der Kalköfen an der Steinbreche in Refrath verwendet. Die Straßenbezeichnungen Alter Traßweg und Neuer Traßweg erinnern noch heute daran, dass man sie über die Jahre hinweg als Transportwege für die Braunkohle benutzt hat.
Eine erneute Verleihung des Grubenfeldes Neufeld auf Braunkohle und zusätzlich auf Schwefelkies erfolgte am 13. Juni 1866. Zu dieser Zeit dürfte es keinen Bedarf an Braunkohle mehr für den Betrieb der Kalköfen gegeben haben. Anders verhielt es sich mit dem Bedarf an Brennmaterial für den Betrieb der Zinkhütte. Hier wurden verschiedene Öfen, wie zum Beispiel Dampfmaschinen, noch bis 1874 mit Braunkohle beheizt, obwohl seit 1868 über die inzwischen fertiggestellte Eisenbahnstrecke Steinkohle mit einem höheren Brennwert aus dem Ruhrgebiet herangeschafft wurde. Es ist zudem anzunehmen, dass in Spitzenzeiten immer wieder auf die heimische Braunkohle zurückgegriffen wurde. Darauf deutet hin, dass am 17. Juni 1892 der Direktor der Zinkhütte Hermann Sorg mit 5 Kuxen und seine Ehefrau Maria Sorg, geb. Rolshoven, mit 95 Kuxen Eigentümer der Braunkohlegruben Neufeld und Alfred wurden. Eine weitere Lagerstätte unter dem Namen Neufeld lag in unmittelbarer Nähe der Zinkhütte. Sie dürfte schon in den ersten Betriebsjahren der Zinkhütte in der Mitte des 19. Jahrhunderts ausgebeutet worden sein. Bisher war es nicht möglich, Näheres hierüber zu erfahren.

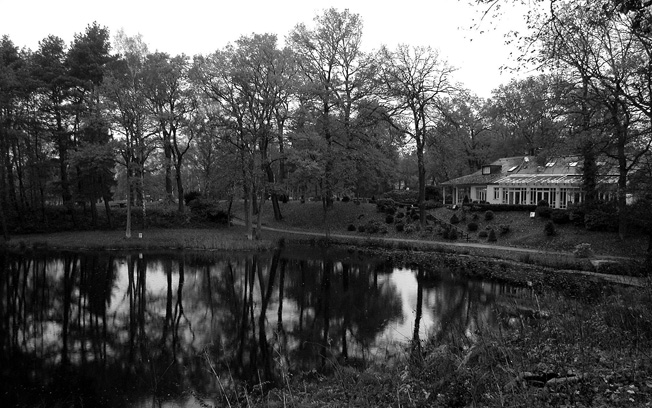
Der See neben dem Clubhaus des Golfplatzes ist die Pinge des Braunkohlentagebaus nach 1919

Nach dem Ersten Weltkrieg besetzten die Alliierten das Ruhrgebiet und beanspruchten die Steinkohle als Reparationsleistung für sich. Die Zinkhütte sah sich in dieser Situation gezwungen, ihren Energiebedarf aus anderen Quellen zu schöpfen. Wie sich aus einem Grubenbild der Grube Alfred von Januar 1919 ergibt, eröffnete man daher im Jahr 1919 einen neuen Tagebau in der Nähe der alten Tagebaue. Dort befindet sich heute ein kleiner See etwa 30 m westlich vom Clubhaus des Golfplatzes. Man förderte die Braunkohle mit Kipploren über einen Bremsberg, dessen höchster Punkt sich etwa am Grün des heutigen Lochs 9 befindet. Von hier aus fuhren Fuhrwerke geradewegs über die Bahnschienen zur Zinkhütte. Dieser Transportweg ist heute noch vorhanden.

## Lage und Relikte
Das Grubenfeld Alfred erstreckte sich in seinen Grenzen vom 2. April 1912 im Westen bis zum Gewerbegebiet Auf der Kaule. Nördlich schloss es das Gewerbegebiet Zinkhütte mit ein. Im Osten verlief die Grenze etwa an der Linie der Heidkamper Kirche bis zur Straßenbahnhaltestelle Neuenweg. Von hier aus verlief die südliche Begrenzung nach Westen in gerader Linie bis zu der Straße Am Zaarshäuschen. 
Eindeutige Relikte finden sich nur noch in der Umgebung des Erholungsgebietes Saaler Mühle und auf dem südöstlichen Teil des Golfplatzes. Die kleineren und größeren Seen sind frühere Tagebaue oder ehemalige Wasserablaufgräben. Die Braunkohlenflöze waren meistens mit zwei bis drei Meter Sand und Ton überdeckt. Soweit man heute wellige Bodenstrukturen vorfindet, handelt es sich vielfach um kleinere und größere Abraumhalden, die durch dieses Abraummaterial entstanden.